# Vassili Iemelin
Vassili Vladímirovitx Iemelin (en rus: Васи́лий Влади́мирович Еме́лин; 1 de febrer de 1976) és un jugador d'escacs rus que té el títol de Gran Mestre des del 1994.
A la llista d'Elo de la FIDE del novembre de 2020, hi tenia un Elo de 2527 punts, cosa que en feia el jugador número 91 (en actiu) de Rússia. El seu màxim Elo va ser de 2592 punts, a la llista del juliol de 2012 (posició 263 al rànquing mundial).

## Resultats destacats en competició
A l'abril de 2002 fou campió del 75è Torneig Ciutat de Sant Petersburg.
El 2007 fou 1r-6è de l'Obert d'escacs de Cappelle-la-Grande empatat a 7 punts juntament amb Wang Yue, Ievgueni Miroixnitxenko, Vugar Gaixímov, David Arutinian i Iuri Drozdovski.
El 2008 empatà als llocs 3r-7è amb Dmitri Andreikin, Denís Ievséiev, Rauf Məmmədov i Eltaj Safarli al Memorial Txigorin. El gener del 2008 fou campió del Memorial Paul Keres, i el 2009 en fou 1r-2n empatat de punts amb Aleksei Dréiev. El juny del 2009 fou campió del Torneig ShakkiNet a Hèlsinki i del Torneig d'Ellivuori amb 6½ punts de 9, mig punt per davant de Tomi Nybäck i Arturs Neikšāns, i guanyant el premi de 1.200 euros.

### Participació en competicions per equips
Iemelin ha participat, representant Rússia, en dues Olimpíades d'escacs en els anys 1994 i 1998, amb un resultat de (+8 =2 –3), per un 69,2% de la puntuació. El seu millor resultat el va fer a l'Olimpíada del 1994 en puntuar 4½ de 6 (+4 =1 -1), amb el 75,0% de la puntuació, amb una performance de 2726.